# Peter Colotka
Peter Colotka (Parasztdubova, 1925. január 10. – 2019. április 20.) szlovák akadémikus, ügyvéd és politikus, 1969–1988 között a Szlovák Szocialista Köztársaság miniszterelnöke.

## Élete
Colotka Parasztdubován született 1925. január 10-én, Alsókubini járásban.  Gimnáziumba Alsókubinban járt. Jogi tanulmányait Pozsonyban folytatta a Comenius Egyetemen jogi karán, ahol 1950-ben végzett.
Diplomájának megszerzése után Colotka az egyetemen maradt és polgárjogot, valamint családjogot tanított. 1954-ben kandidátusi fokozatot szerzett, 1956-tól docens. 1956 és 57 között a jogi kar dékánhelyettese, 1957–59 között dékánja. 1959–61 között a Comenius Egyetem rektorhelyettese, 1964-től a polgárjog professzora. 1962–1963 között a hágai Nemzetközi Bíróság bírája, majd egy év után indoklás nélkül lemondott és 1968-ig jogi biztosként szolgált.
2015-ben jelent meg önéletrajza Vo víre času címen.

## Politikai karrierje
Colotka tagja volt a Csehszlovákia Kommunista Pártjának és a Szlovákia Kommunista Pártjának. 1968-ban Csehszlovákia miniszterelnök-helyettese. 1969 áprilisától Csehszlovákia Kommunista Pártjának elnöki tanácsának tagja, 1971 májusától pedig a központi tanács tagja. 1969 májusában beválasztották Szlovákia Kommunista Pártjának elnöki tanácsába, 1971 májusában pedig a központi tanácsba.
1969. május 4-étől a Szlovák Szocialista Köztársaság miniszterelnöke, elődje Stefan Sádovský. 1969–88 között Csehszlovákia miniszterelnök-helyettese. 1988. október 11–12-én lemondott miniszterelnök-helyettesi és miniszterelnöki tisztjéről; a miniszterelnöki székben Ivan Knotek követte. Colotka még októberben lemondott Csehszlovákia Kommunista Pártjának elnöki tanácsából. 1988 végétől 1990. január 19-éig Csehszlovákia franciaországi nagyköveteként szolgált.

## Fordítás
- Ez a szócikk részben vagy egészben  a   Peter Colotka című angol Wikipédia-szócikk ezen változatának fordításán alapul.  Az eredeti cikk szerkesztőit annak laptörténete sorolja fel. Ez a jelzés csupán a megfogalmazás eredetét és a szerzői jogokat jelzi, nem szolgál a cikkben szereplő információk forrásmegjelöléseként.
- Ez a szócikk részben vagy egészben  a   Peter Colotka című szlovák Wikipédia-szócikk ezen változatának fordításán alapul.  Az eredeti cikk szerkesztőit annak laptörténete sorolja fel. Ez a jelzés csupán a megfogalmazás eredetét és a szerzői jogokat jelzi, nem szolgál a cikkben szereplő információk forrásmegjelöléseként.